# 石川純
石川 純（いしかわ　じゅん、1922年10月6日 - 2005年2月21日）は、日本の医師・歯科医師・歯学者。北海道大学名誉教授、元北海道大学歯学部長、歯学研究科長、歯科保存学第二講座教授。元国際歯周病学会(International Academy of Periodontology)会長。歯周疾患に関する研究で知られる。

## 経歴
1945年に東京医学歯学専門学校歯学科（現・東京医科歯科大学）を、1949年に同医学科を卒業。以後東京医科歯科大学助手、講師、助教授、北海道大学助教授を務め、1970年より北海道大学予防歯科学教授、1971年より歯科保存学歯科保存学第二講座教授に就任、1978年からは歯学部長を務め、1986年より同大学名誉教授。墓所は多磨霊園。
1949年 東京医科歯科大学 医学博士。

## 著作
- 小野巌、石川純、日本歯科衛生士会『歯ブラシの使い方指導の手引き』医歯薬出版、1963年。ASIN B000JAHM7K。
- 石川純『歯ブラシ : その上手なつかい方』永末書店〈目でみるグラビアシリーズ 12〉、1965年2月。
- 今川与曹、石川純『臨床歯周病学』医歯薬出版、1968年2月。
- 石川純 他『歯ブラシの使い方指導の手びき』（第5版）医歯薬出版〈でんたるおぐじりありーシリーズ〉、1975年3月。
- H.M.Goldman, D.W.Cohen『ゴールドマン＆コーエン 歯周治療学』監訳 石川純、佐藤徹一郎、医歯薬出版、1979年8月。
- 石川純、中静正 編『歯周治療学』医歯薬出版、1981年9月。
- 石川純、中静正 編『簡明歯科学ノート 歯周治療学』医歯薬出版、1985年5月。
- 石川純『人間はなぜ歯を磨くか』医歯薬出版、1986年3月。ISBN 978-4-263-40425-6。
- 石川純 編『歯周治療学』（第2版）医歯薬出版、1992年3月。ISBN 978-4-263-40307-5。

## 所属団体
- 日本歯周病学会 元名誉会員[2]、元常任理事[1]
- 日本歯科保存学会 元理事[1]
- International Academy of Periodontology 元会長[2][1]